# Columnea schiedeana
Columnea schiedeana là một loài thực vật có hoa trong họ Tai voi. Loài này được Schltdl. mô tả khoa học đầu tiên năm 1833.